# Xã Green Hill, Quận Webster, Missouri
Xã Green Hill (tiếng Anh: Green Hill Township) là một xã thuộc quận Webster, tiểu bang Missouri, Hoa Kỳ. Năm 2010, dân số của xã này là 1.492 người.